# Onthophagus traginus
Onthophagus traginus là một loài bọ cánh cứng trong họ Bọ hung (Scarabaeidae).